# Bob Heinz (Comiczeichner)
Bob Heinz (eigentlich: Wilhelm Hermann Heinz; * 25. Januar 1923; † 24. Juli 1984) war ein deutscher Comiczeichner und -autor.
Heinz, der seine früheste Kindheit im Sudetenland verbrachte, ging in Dresden zur Schule und studierte später Architektur. Für die Winterhilfe entwarf er 1943 unter dem Namen Willi Heinz eine Postkartenreihe. Nach dem Krieg ließ er sich in Plön nieder und unterrichtete als Sportlehrer. Ab 1949 veröffentlichte er unter dem Pseudonym Bob Heinz Zeichnungen in verschiedenen Zeitschriften. Für die Werbezeitung Tchibo Magazin zeichnete er zu Beginn der 1950er Jahre diverse Serien, darunter auch seine einzige realistische Serie Bob Evans. Für den Walter Lehning Verlag zeichnete Heinz ebenfalls in den 1950er Jahren die Serien Pit und Alf und Jan Maat. Später, da er sich von Lehning unter Druck gesetzt fühlte, arbeitete er für den schwedischen Williams Verlag. In den 1970er Jahren zeichnete er Witze und Comics für Zeitschriften des Bauer Verlages sowie diverse Cover für Comichefte zu Fernsehserien.
Weitere Serien, die Heinz, der seine Zeichnungen häufig mit HeiBo signierte, während seiner Laufbahn zeichnete, waren Waul und Paul, Jerry, Winki und Flinki und Jimmy und Bobby. Besonderes Kennzeichen der von ihm gezeichneten Figuren waren die Knollennasen.

## Werke (Auswahl)
- Joan Aronsten (Texte), Bob Heinz (Illustrationen): Charly, die Betonmischmaschine. Scholz-Mainz, Wiesbaden 1960.
- Bob Heinz: Für kleine Zeichner. Buch-und-Zeit-Verlagsgesellschaft, Köln 1984, ISBN 3-8166-9015-7.